# Copa de Brasil 2012
La Copa de Brasil 2012 fue la XXIV edición de este torneo. En esta competición, participaron 64 equipos, de ellos 54 clasificados por los campeonatos estaduales y 10 por la clasificación de la Confederación Brasileña de Fútbol. Se inició el 7 de marzo y finalizó el 11 de julio. Palmeiras se coronó campeón y obtuvo un cupo para jugar la Copa Libertadores 2013.

## Equipos participantes
| Estado              | Equipo                                | Vía de clasificación                                                          |
| ------------------- | ------------------------------------- | ----------------------------------------------------------------------------- |
| Acre                | Rio Branco                            | Campeón Estatal 2011                                                          |
| Alagoas             | ASA Coruripe                          | Campeón Estatal 2011 Subcampeón Estatal 2011                                  |
| Amapá               | Trem                                  | Campeón Estatal 2011                                                          |
| Amazonas            | Penarol Nacional                      | Campeón Estatal 2011 Subcampeón Estatal 2011                                  |
| Bahía               | Bahia de Feira Vitória                | Campeón Estatal 2011 Subcampeón Estatal 2011                                  |
| Ceará               | Ceará Horizonte                       | Campeón Estatal 2011 Campeón Copa Fares Lopes 2011                            |
| Distrito Federal    | Brasiliense Gama                      | Campeón Metropolitano 2011 Subcampeón Metropolitano 2011                      |
| Espírito Santo      | São Mateus Real Noroeste              | Campeón Estatal 2011 Campeón Copa Espirito Santo 2011                         |
| Goiás               | Atlético Goianiense Goiás             | Campeón Estatal 2011 Subcampeón Estatal 2011                                  |
| Maranhão            | Sampaio Corrêa Santa Quitéria         | Campeón Estatal 2011 Campeón Copa União 2011                                  |
| Mato Grosso         | Cuiabá Luverdense                     | Campeón Estatal 2011 Campeón Copa del Gobernador 2011                         |
| Mato Grosso do Sul  | CENE Aquidauanense                    | Campeón Estatal 2011 Subcampeón Estatal 2011                                  |
| Minas Gerais        | Cruzeiro Atlético Mineiro Ipatinga    | Campeón Estatal 2011 Subcampeón Estatal 2011 Campeón Torneo Minas Gerais 2011 |
| Pará                | Independente Paysandu                 | Campeón Estatal 2011 Subcampeón Estatal 2011                                  |
| Paraíba             | Treze Auto Esporte                    | Campeón Estatal 2011 Campeón Copa Paraíba 2011                                |
| Paraná              | Coritiba Atlético Paranaense Operário | Campeón Estatal 2011 Subcampeón Estatal 2011 Tercero Estatal 2011             |
| Pernambuco          | Santa Cruz Sport Recife               | Campeón Estatal 2011 Subcampeón Estatal 2011                                  |
| Piauí               | 4 de Julho Comercial                  | Campeón Estatal 2011 Subcampeón Estatal 2011                                  |
| Río de Janeiro      | Botafogo Boavista Madureira           | Tercero Estatal 2011 Cuarto Estatal 2011 Campeón Copa Rio 2011                |
| Rio Grande do Norte | ABC Santa Cruz                        | Campeón Estatal 2011 Subcampeón Estatal 2011                                  |
| Rio Grande do Sul   | Grêmio Juventude Sapucaiense          | Subcampeón Estatal 2011 Tercero Estatal 2011 Tercero Copa FGF 2011            |
| Rondônia            | Espigão                               | Campeón Estatal 2011                                                          |
| Roraima             | Real                                  | Campeón Estatal 2011                                                          |
| Santa Catarina      | Chapecoense Criciúma                  | Campeón Estatal 2011 Subcampeón Estatal 2011                                  |
| Sao Paulo           | Palmeiras São Paulo Paulista          | Tercero Estatal 2011 Cuarto Estatal 2011 Campeón Copa Paulista 2011           |
| Sergipe             | River Plate São Domingos              | Campeón Estatal 2011 Subcampeón Estatal 2011                                  |
| Tocantins           | Gurupi                                | Campeón Estatal 2011                                                          |

## Clasificación
Además de los 54 equipos clasificados representantes de cada Estado se suman los 10 mejores equipos clasificados en el ranking de la CBF.
| Pos. | Equipo           | Estado | Puntos |
| ---- | ---------------- | ------ | ------ |
| 14º  | Bahia            | BA     | 1.586  |
| 16º  | Guarani          | SP     | 1.547  |
| 18º  | Portuguesa       | SP     | 1.446  |
| 21º  | Náutico          | PE     | 1.308  |
| 23º  | Paraná           | PA     | 1.110  |
| 25º  | Ponte Preta      | SP     | 1.087  |
| 27º  | Remo             | PA     | 855    |
| 28º  | Fortaleza        | CE     | 845    |
| 29º  | América de Natal | NO     | 742    |
| 32º  | América Mineiro  | MG     | 656    |

- Santos fue campeón de la Copa Libertadores 2011 y por lo tanto disputará la Copa Libertadores 2012, dejando una vacante en su estado.

- El campeón brasileño 2011 Corinthians se clasificó a la Copa Libertadores 2012, dejando una vacante en su estado.

- Vasco fue campeón de la Copa de Brasil 2011 y subcampeón brasileño 2011 se clasificó a la Copa Libertadores 2012, dejando un lugar en el ranking de la CBF.

- El 3º clasificado del campeonato brasileño 2011 Fluminense se clasificó a la Copa Libertadores 2012, dejando una vacante en su estado.

- El 4º clasificado del campeonato brasileño 2011 Flamengo se clasificó a la Copa Libertadores 2012, dejando una vacante en su estado.

- El 5º clasificado del campeonato brasileño 2011 Internacional se clasificó a la Copa Libertadores 2012, dejando una vacante en su estado.

## Formato
El formato de la competición es el clásico eliminación directa en el que los 64 equipos juegan series a ida y vuelta y avanza a la siguiente fase el equipo con más puntos. En caso de empate se decidirán por los siguientes criterios:
Criterios de desempate:
1. Saldo de goles
2. Número de goles marcados como visitante

- En caso de que persita el empate se decidirán por la vía de los penales en el juego de vuelta.

- En las 2 primeras fases, el equipo mejor clasificado en el ranking de la CBF jugará el partido de ida como visitante.

- En las 2 primeras fases si en el juego de ida el equipo visitante gana por 2 goles o más avanzará directamente a la siguiente fase sin tener que jugar el partido de vuelta.

## Primera fase
| Local                   | Visitante      | Ida | Vuelta    |
| ----------------------- | -------------- | --- | --------- |
| Palmeiras               | Coruripe       | 1-0 | 3-0       |
| América de Natal        | Horizonte (p)  | 0-2 | 2-0 (2-4) |
| Ceará                   | Gama           | 2-0 | -         |
| Paraná                  | Luverdense     | 2-2 | 2-0       |
| Cruzeiro                | Rio Branco     | 6-0 | -         |
| Chapecoense             | São Mateus     | 1-2 | 3-1       |
| Atlético Paranaense (v) | Sampaio Corrêa | 1-2 | 1-0       |
| Criciúma                | Madureira      | 2-0 | -         |
| Grêmio                  | River Plate    | 3-2 | 3-1       |
| Ipatinga                | Real Noroeste  | 2-0 | -         |
| Náutico                 | Santa Cruz     | 3-1 | -         |
| Fortaleza               | Comercial-PI   | 3-2 | 3-0       |
| Bahia                   | Auto Esporte   | 3-0 | -         |
| Remo                    | Real Noroeste  | 0-0 | 3-0       |
| Portuguesa              | Cuiabá         | 1-1 | 4-0       |
| Juventude               | Operário       | 4-0 | -         |

| Local               | Visitante      | Ida | Vuelta    |
| ------------------- | -------------- | --- | --------- |
| São Paulo           | Independente   | 1-0 | 4-0       |
| Bahia de Feira      | Aquidauanense  | 0-1 | 2-0       |
| Atlético Goianiense | Gurupi         | 1-0 | 4-2       |
| Ponte Preta         | Sapucaiense    | 0-0 | 5-2       |
| Atlético Mineiro    | CENE           | 3-1 | -         |
| Santa Cruz          | Penarol (v)    | 2-1 | 2-3       |
| América Mineiro     | Boavista       | 0-0 | 2-1       |
| Goiás               | Paulista       | 3-2 | 3-0       |
| Coritiba            | Nacional       | 0-0 | 2-0       |
| ASA                 | Santa Quitéria | 3-2 | 2-1       |
| Sport Recife        | 4 de Julho     | 2-0 | -         |
| Paysandu            | Espigão        | 3-1 | -         |
| Botafogo (p)        | Treze          | 1-1 | 1-1 (3-2) |
| Guarani             | Brasiliense    | 0-2 | 3-0       |
| Vitória             | São Domingos   | 0-0 | 2-0       |
| ABC                 | Trem           | 5-0 | -         |

## Segunda fase
| \| Local \| Visitante \| Ida \| Vuelta \| \| ------------------- \| ---------------- \| --- \| --------- \| \| Palmeiras \| Horizonte \| 2-0 \| 1-1 \| \| Ceará \| Paraná (v) \| 2-2 \| 1-1 \| \| Cruzeiro \| Chapecoense \| 1-1 \| 4-1 \| \| Atlético Paranaense \| Criciúma \| 2-1 \| 5-1 \| \| Grêmio \| Ipatinga \| 1-0 \| 3-0 \| \| Náutico \| Fortaleza \| 0-4 \| 2-1 \| \| Bahia \| Remo \| 1-2 \| 4-0 \| \| Portuguesa \| Juventude \| 0-2 \| 4-0 \| \| São Paulo \| Bahia de Feira \| 5-2 \| - \| \| Atlético Goianiense \| Ponte Preta (p.) \| 2-1 \| 1-2 (3-4) \| \| Atlético Mineiro \| Penarol \| 5-0 \| - \| \| América Mineiro \| Goiás \| 0-0 \| 3-4 \| \| Coritiba \| ASA \| 0-1 \| 3-0 \| \| Sport Recife \| Paysandu \| 1-2 \| 1-4 \| \| Botafogo \| Guarani \| 2-1 \| 0-0 \| \| Vitória \| ABC \| 1-1 \| 3-2 \| |                  |     |           |
| Local | Visitante        | Ida | Vuelta    |
| Palmeiras | Horizonte        | 2-0 | 1-1       |
| Ceará | Paraná (v)       | 2-2 | 1-1       |
| Cruzeiro | Chapecoense      | 1-1 | 4-1       |
| Atlético Paranaense | Criciúma         | 2-1 | 5-1       |
| Grêmio | Ipatinga         | 1-0 | 3-0       |
| Náutico | Fortaleza        | 0-4 | 2-1       |
| Bahia | Remo             | 1-2 | 4-0       |
| Portuguesa | Juventude        | 0-2 | 4-0       |
| São Paulo | Bahia de Feira   | 5-2 | -         |
| Atlético Goianiense | Ponte Preta (p.) | 2-1 | 1-2 (3-4) |
| Atlético Mineiro | Penarol          | 5-0 | -         |
| América Mineiro | Goiás            | 0-0 | 3-4       |
| Coritiba | ASA              | 0-1 | 3-0       |
| Sport Recife | Paysandu         | 1-2 | 1-4       |
| Botafogo | Guarani          | 2-1 | 0-0       |
| Vitória | ABC              | 1-1 | 3-2       |

## Fase final
|  | Octavos de final          | Octavos de final          | Octavos de final          |           |   | Cuartos de final         | Cuartos de final         | Cuartos de final         |  |  | Semifinales                | Semifinales                | Semifinales                |  |  | Final                    | Final                    | Final                    |
|  | 25 de abril al 10 de mayo | 25 de abril al 10 de mayo | 25 de abril al 10 de mayo |           |   | 16 de mayo al 24 de mayo | 16 de mayo al 24 de mayo | 16 de mayo al 24 de mayo |  |  | 13 de junio al 21 de junio | 13 de junio al 21 de junio | 13 de junio al 21 de junio |  |  | 5 de julio y 11 de julio | 5 de julio y 11 de julio | 5 de julio y 11 de julio |
|  |                           |                           |                           |           |   |                          |                          |                          |  |  |                            |                            |                            |  |  |                          |                          |                          |
|  |                           |                           |                           |           |   |                          |                          |                          |  |  |                            |                            |                            |  |  |                          |                          |                          |
|  |                           |                           |                           |           |   |                          |                          |                          |  |  |                            |                            |                            |  |  |                          |                          |                          |
|  | Palmeiras                 | 2                         | 4                         |           |   |                          |                          |                          |  |  |                            |                            |                            |  |  |                          |                          |                          |
|  | Palmeiras                 | 2                         | 4                         |           |   |                          |                          |                          |  |  |                            |                            |                            |  |  |                          |                          |                          |
|  | Paraná                    | 1                         | 0                         |           |   |                          |                          |                          |  |  |                            |                            |                            |  |  |                          |                          |                          |
|  | Paraná                    | 1                         | 0                         | Palmeiras | 2 | 2                        |                          |                          |  |  |                            |                            |                            |  |  |                          |                          |                          |
|  |                           |                           |                           |           | 2 | 2                        |                          |                          |  |  |                            |                            |                            |  |  |                          |                          |                          |
|  |                           | Atlético Paranaense       | 2                         | 0         |   |                          |                          |                          |  |  |                            |                            |                            |  |  |                          |                          |                          |
|  | Cruzeiro                  | Atlético Paranaense       | 2                         | 0         | 0 | 1                        |                          |                          |  |  |                            |                            |                            |  |  |                          |                          |                          |
|  | Cruzeiro                  |                           |                           |           | 0 | 1                        |                          |                          |  |  |                            |                            |                            |  |  |                          |                          |                          |
|  | Atlético Paranaense       | 1                         | 2                         |           |   |                          |                          |                          |  |  |                            |                            |                            |  |  |                          |                          |                          |
|  | Atlético Paranaense       | 1                         | 2                         | Palmeiras | 2 | 1                        |                          |                          |  |  |                            |                            |                            |  |  |                          |                          |                          |
|  |                           |                           |                           |           | 2 | 1                        |                          |                          |  |  |                            |                            |                            |  |  |                          |                          |                          |
|  |                           | Grêmio                    | 0                         | 1         |   |                          |                          |                          |  |  |                            |                            |                            |  |  |                          |                          |                          |
|  | Grêmio                    | Grêmio                    | 0                         | 1         | 2 | 2                        |                          |                          |  |  |                            |                            |                            |  |  |                          |                          |                          |
|  | Grêmio                    |                           |                           |           | 2 | 2                        |                          |                          |  |  |                            |                            |                            |  |  |                          |                          |                          |
|  | Fortaleza                 | 0                         | 0                         |           |   |                          |                          |                          |  |  |                            |                            |                            |  |  |                          |                          |                          |
|  | Fortaleza                 | 0                         | 0                         | Grêmio    | 2 | 2                        |                          |                          |  |  |                            |                            |                            |  |  |                          |                          |                          |
|  |                           |                           |                           |           | 2 | 2                        |                          |                          |  |  |                            |                            |                            |  |  |                          |                          |                          |
|  |                           | Bahia                     | 1                         | 0         |   |                          |                          |                          |  |  |                            |                            |                            |  |  |                          |                          |                          |
|  | Bahia                     | Bahia                     | 1                         | 0         | 0 | 2                        |                          |                          |  |  |                            |                            |                            |  |  |                          |                          |                          |
|  | Bahia                     |                           |                           |           | 0 | 2                        |                          |                          |  |  |                            |                            |                            |  |  |                          |                          |                          |
|  | Portuguesa                | 0                         | 0                         |           |   |                          |                          |                          |  |  |                            |                            |                            |  |  |                          |                          |                          |
|  | Portuguesa                | 0                         | 0                         | Palmeiras | 2 | 1                        |                          |                          |  |  |                            |                            |                            |  |  |                          |                          |                          |
|  |                           |                           |                           |           | 2 | 1                        |                          |                          |  |  |                            |                            |                            |  |  |                          |                          |                          |
|  |                           | Coritiba                  | 0                         | 1         |   |                          |                          |                          |  |  |                            |                            |                            |  |  |                          |                          |                          |
|  | São Paulo                 | Coritiba                  | 0                         | 1         | 0 | 3                        |                          |                          |  |  |                            |                            |                            |  |  |                          |                          |                          |
|  | São Paulo                 |                           |                           |           | 0 | 3                        |                          |                          |  |  |                            |                            |                            |  |  |                          |                          |                          |
|  | Ponte Preta               | 1                         | 1                         |           |   |                          |                          |                          |  |  |                            |                            |                            |  |  |                          |                          |                          |
|  | Ponte Preta               | 1                         | 1                         | São Paulo | 2 | 2                        |                          |                          |  |  |                            |                            |                            |  |  |                          |                          |                          |
|  |                           |                           |                           |           | 2 | 2                        |                          |                          |  |  |                            |                            |                            |  |  |                          |                          |                          |
|  |                           | Goiás                     | 0                         | 2         |   |                          |                          |                          |  |  |                            |                            |                            |  |  |                          |                          |                          |
|  | Atlético Mineiro          | Goiás                     | 0                         | 2         | 0 | 2                        |                          |                          |  |  |                            |                            |                            |  |  |                          |                          |                          |
|  | Atlético Mineiro          |                           |                           |           | 0 | 2                        |                          |                          |  |  |                            |                            |                            |  |  |                          |                          |                          |
|  | Goiás                     | 2                         | 1                         |           |   |                          |                          |                          |  |  |                            |                            |                            |  |  |                          |                          |                          |
|  | Goiás                     | 2                         | 1                         | São Paulo | 1 | 0                        |                          |                          |  |  |                            |                            |                            |  |  |                          |                          |                          |
|  |                           |                           |                           |           | 1 | 0                        |                          |                          |  |  |                            |                            |                            |  |  |                          |                          |                          |
|  |                           | Coritiba                  | 0                         | 2         |   |                          |                          |                          |  |  |                            |                            |                            |  |  |                          |                          |                          |
|  | Coritiba                  | Coritiba                  | 0                         | 2         | 4 | 1                        |                          |                          |  |  |                            |                            |                            |  |  |                          |                          |                          |
|  | Coritiba                  |                           |                           |           | 4 | 1                        |                          |                          |  |  |                            |                            |                            |  |  |                          |                          |                          |
|  | Paysandu                  | 1                         | 0                         |           |   |                          |                          |                          |  |  |                            |                            |                            |  |  |                          |                          |                          |
|  | Paysandu                  | 1                         | 0                         | Coritiba  | 0 | 4                        |                          |                          |  |  |                            |                            |                            |  |  |                          |                          |                          |
|  |                           |                           |                           |           | 0 | 4                        |                          |                          |  |  |                            |                            |                            |  |  |                          |                          |                          |
|  |                           | Vitória                   | 0                         | 1         |   |                          |                          |                          |  |  |                            |                            |                            |  |  |                          |                          |                          |
|  | Botafogo                  | Vitória                   | 0                         | 1         | 1 | 1                        |                          |                          |  |  |                            |                            |                            |  |  |                          |                          |                          |
|  | Botafogo                  |                           |                           |           | 1 | 1                        |                          |                          |  |  |                            |                            |                            |  |  |                          |                          |                          |
|  | Vitória                   | 1                         | 2                         |           |   |                          |                          |                          |  |  |                            |                            |                            |  |  |                          |                          |                          |

## Final

### Ida
| 1          | POR        | Bruno Cortez        |     |
| 4          | DEF        | Thiago Heleno       |     |
| 15         | DEF        | Mauricio Ramos      |     |
| 14         | DEF        | Artur               |     |
| 6          | DEF        | Juninho Barbosa     |     |
| 10         | MED        | Jorge Valdivia      |     |
| 8          | MED        | Márcio Araujo       |     |
| 16         | MED        | João Vítor          |     |
| 20         | DEL        | Marcos Assunção     |     |
| 26         | DEL        | Mazinho             | 81' |
| 28         | DEL        | Betinho             |     |
| Entrenador | Entrenador | Luiz Felipe Scolari |     |

| 1          | POR        | Vanderlei        |     |
| 2          | DEF        | Fábio Pereira    |     |
| 3          | DEF        | Emerson Pereira  |     |
| 4          | DEF        | Jonas da Silva   |     |
| 5          | DEF        | Lucas Mendes     |     |
| 6          | MED        | Everton Ribeiro  | 57' |
| 7          | MED        | Rafinha          |     |
| 8          | MED        | Willian Farias   |     |
| 9          | DEL        | Gil              | 69' |
| 10         | DEL        | Júnior Urso      | 75' |
| 11         | DEL        | Everton Costa    |     |
| Entrenador | Entrenador | Marcelo Oliveira |     |

| 7 | DEL | Maikon Leite | 81' |

| 12 | MED | Lincoln         | 57' |
| 13 | MED | Anderson Aquino | 69' |
| 14 | DEL | Tcheco          | 75' |

| Anotado · Penal | 45+3' | Jorge Valdivia | 1-0 |
| Anotado         | 65'   | Thiago Heleno  | 2-0 |

|  |

| Amonestado                               | 54'     | Márcio Aráujo  |
| Otorgado · Otorgado otra vez · Expulsado | 54' 70' | Jorge Valdivia |

| Amonestado | 41'   | Júnior Urso |
| Amonestado | 45+2' | Jonas       |
| Amonestado | 67'   | Emerson     |
| Amonestado | 88'   | Tcheco      |

| Árbitro             | Wilton Pereira Sampaio           |
| Árbitros asistentes | Alessandro Álvaro Rocha de Matos |
| Árbitros asistentes | Fabricio Vilarinho Da Silva      |
| Cuarto árbitro      | Elmo Alves Resende Cunha         |

| 1          | POR        | Bruno Cortez        |     |
| 4          | DEF        | Thiago Heleno       |     |
| 15         | DEF        | Mauricio Ramos      |     |
| 14         | DEF        | Artur               |     |
| 6          | DEF        | Juninho Barbosa     |     |
| 10         | MED        | Jorge Valdivia      |     |
| 8          | MED        | Márcio Araujo       |     |
| 16         | MED        | João Vítor          |     |
| 20         | DEL        | Marcos Assunção     |     |
| 26         | DEL        | Mazinho             | 81' |
| 28         | DEL        | Betinho             |     |
| Entrenador | Entrenador | Luiz Felipe Scolari |     |

| 1          | POR        | Vanderlei        |     |
| 2          | DEF        | Fábio Pereira    |     |
| 3          | DEF        | Emerson Pereira  |     |
| 4          | DEF        | Jonas da Silva   |     |
| 5          | DEF        | Lucas Mendes     |     |
| 6          | MED        | Everton Ribeiro  | 57' |
| 7          | MED        | Rafinha          |     |
| 8          | MED        | Willian Farias   |     |
| 9          | DEL        | Gil              | 69' |
| 10         | DEL        | Júnior Urso      | 75' |
| 11         | DEL        | Everton Costa    |     |
| Entrenador | Entrenador | Marcelo Oliveira |     |

| 7 | DEL | Maikon Leite | 81' |

| 12 | MED | Lincoln         | 57' |
| 13 | MED | Anderson Aquino | 69' |
| 14 | DEL | Tcheco          | 75' |

| Anotado · Penal | 45+3' | Jorge Valdivia | 1-0 |
| Anotado         | 65'   | Thiago Heleno  | 2-0 |

|  |

| Amonestado                               | 54'     | Márcio Aráujo  |
| Otorgado · Otorgado otra vez · Expulsado | 54' 70' | Jorge Valdivia |

| Amonestado | 41'   | Júnior Urso |
| Amonestado | 45+2' | Jonas       |
| Amonestado | 67'   | Emerson     |
| Amonestado | 88'   | Tcheco      |

| Árbitro             | Wilton Pereira Sampaio           |
| Árbitros asistentes | Alessandro Álvaro Rocha de Matos |
| Árbitros asistentes | Fabricio Vilarinho Da Silva      |
| Cuarto árbitro      | Elmo Alves Resende Cunha         |

### Vuelta
| 1          | POR        | Vanderlei        |       |
| 2          | DEF        | Fábio Pereira    |       |
| 4          | DEF        | Jonas da Silva   |       |
| 5          | DEF        | Lucas Mendes     |       |
| 16         | DEF        | Demerson         | Salió |
| 6          | MED        | Everton Ribeiro  | 57'   |
| 7          | MED        | Rafinha          |       |
| 8          | MED        | Willian Farias   |       |
| 11         | DEL        | Everton Costa    |       |
| 10         | DEL        | Sergio Manoel    |       |
| 21         | DEL        | Roberto César    |       |
| Entrenador | Entrenador | Marcelo Oliveira |       |

| 1          | POR        | Bruno Cortez        |     |
| 4          | DEF        | Thiago Heleno       | 38' |
| 3          | DEF        | Henrique            |     |
| 14         | DEF        | Artur               |     |
| 15         | DEF        | Mauricio Ramos      |     |
| 6          | MED        | Juninho Barbosa     |     |
| 83         | MED        | Daniel Carvalho     | 57' |
| 16         | MED        | João Vítor          | 71' |
| 20         | DEL        | Marcos Assunção     |     |
| 26         | DEL        | Mazinho             |     |
| 28         | DEL        | Betinho             |     |
| Entrenador | Entrenador | Luiz Felipe Scolari |     |

| 12 | DEF | Ayrton Luiz     | 46' |
| 13 | MED | Lincoln         | 60' |
| 14 | DEL | Anderson Aquino | 67' |

| 12 | DEF | Leandro Amaro | 38' |
| 13 | DEL | Luan de Louzã | 57' |
| 8  | MED | Márcio Aráujo | 71' |

| Anotado | 62' | Ayrton | 1-0 |

| Anotado | 66' | Betinho | 1-1 |

| Amonestado                               | 10'       | Rafinha       |
| Amonestado                               | 75'       | Lincoln       |
| Otorgado · Otorgado otra vez · Expulsado | 89' 90'+2 | Fabio Pereira |

| Amonestado | 5'  | Juninho Barbosa |
| Amonestado | 18' | João Vitor      |
| Amonestado | 60' | Artur           |
| Amonestado | 63' | Marcos Assunção |
| Amonestado | 72' | Henrique        |

| Árbitro             | Sandro Meira Ricci               |
| Árbitros asistentes | Carlos Berkenbrock               |
| Árbitros asistentes | Alessandro Álvaro Rocha de Matos |
| Cuarto árbitro      | Nielson Nogueira Dias            |

| 1          | POR        | Vanderlei        |       |
| 2          | DEF        | Fábio Pereira    |       |
| 4          | DEF        | Jonas da Silva   |       |
| 5          | DEF        | Lucas Mendes     |       |
| 16         | DEF        | Demerson         | Salió |
| 6          | MED        | Everton Ribeiro  | 57'   |
| 7          | MED        | Rafinha          |       |
| 8          | MED        | Willian Farias   |       |
| 11         | DEL        | Everton Costa    |       |
| 10         | DEL        | Sergio Manoel    |       |
| 21         | DEL        | Roberto César    |       |
| Entrenador | Entrenador | Marcelo Oliveira |       |

| 1          | POR        | Bruno Cortez        |     |
| 4          | DEF        | Thiago Heleno       | 38' |
| 3          | DEF        | Henrique            |     |
| 14         | DEF        | Artur               |     |
| 15         | DEF        | Mauricio Ramos      |     |
| 6          | MED        | Juninho Barbosa     |     |
| 83         | MED        | Daniel Carvalho     | 57' |
| 16         | MED        | João Vítor          | 71' |
| 20         | DEL        | Marcos Assunção     |     |
| 26         | DEL        | Mazinho             |     |
| 28         | DEL        | Betinho             |     |
| Entrenador | Entrenador | Luiz Felipe Scolari |     |

| 12 | DEF | Ayrton Luiz     | 46' |
| 13 | MED | Lincoln         | 60' |
| 14 | DEL | Anderson Aquino | 67' |

| 12 | DEF | Leandro Amaro | 38' |
| 13 | DEL | Luan de Louzã | 57' |
| 8  | MED | Márcio Aráujo | 71' |

| Anotado | 62' | Ayrton | 1-0 |

| Anotado | 66' | Betinho | 1-1 |

| Amonestado                               | 10'       | Rafinha       |
| Amonestado                               | 75'       | Lincoln       |
| Otorgado · Otorgado otra vez · Expulsado | 89' 90'+2 | Fabio Pereira |

| Amonestado | 5'  | Juninho Barbosa |
| Amonestado | 18' | João Vitor      |
| Amonestado | 60' | Artur           |
| Amonestado | 63' | Marcos Assunção |
| Amonestado | 72' | Henrique        |

| Árbitro             | Sandro Meira Ricci               |
| Árbitros asistentes | Carlos Berkenbrock               |
| Árbitros asistentes | Alessandro Álvaro Rocha de Matos |
| Cuarto árbitro      | Nielson Nogueira Dias            |

## Campeón
| Campeón Palmeiras 2º título |